# Thailand op de Olympische Zomerspelen 2016
Thailand nam deel aan de Olympische Zomerspelen 2016 in Rio de Janeiro, Brazilië. De selectie van het land bestond uit 54 atleten, meer dan vier jaar eerder, en was de grootste in de olympische geschiedenis van het land. Geen van de drie medaillewinnaars uit 2012 behoorde tot de equipe. Badmintonspeler Ratchanok Intanon droeg als eerste Thaise vrouw de nationale vlag tijdens de openingsceremonie, gevolgd door Boonthung Srisung tijdens de sluitingsceremonie. Thailand won zes medailles, twee van elke kleur en was daarmee succesvoller dan in de twee voorgaande Spelen. Thailand won geen olympische medaille in het boksen, wat in de voorgaande veertig jaar consequent wel gebeurde.

## Medailleoverzicht
| Sport         | Olympiër               | Discipline | Medaille |
| ------------- | ---------------------- | ---------- | -------- |
| gewichtheffen | Sopita Tanasan         | –48 kg (v) | Goud     |
| gewichtheffen | Sukanya Srisurat       | –58 kg (v) | Goud     |
| gewichtheffen | Pimsiri Sirikaew       | –58 kg (v) | Zilver   |
| taekwondo     | Tawin Hanprab          | –58 kg (m) | Zilver   |
| gewichtheffen | Sinphet Kruaithong     | –56 kg (m) | Brons    |
| taekwondo     | Panipak Wongpattanakit | –49 kg (v) | Brons    |

## Deelnemers en resultaten
(m) = mannen, (v) = vrouwen 

### Atletiek
| Olympiër               | Discipline       | Resultaat | Prestatie                    |
| ---------------------- | ---------------- | --------- | ---------------------------- |
| Boonthung Srisung VS   | marathon (m)     | 133e      | 2:37:46 (133e)               |
|                        |                  |           |                              |
| Natthaya Thanaronnawat | marathon (v)     | 130e      | 3:11:31 (130e)               |
| Jane Vongvorachoti     | marathon (v)     | 91e       | 2:47:27 (91e)                |
| Subenrat Insaeng       | discuswerpen (v) | 24e       | kwalificaties: 56,64 m (24e) |

### Badminton
| Olympiër                                    | Discipline     | Resultaat      | Prestatie |
| ------------------------------------------- | -------------- | -------------- | --- |
| Boonsak Ponsana                             | enkelspel (m)  | groepsfase     | groepsfase verloor van Viktor Axelsen (14–21, 13–21) won van Lee Dong-keun (21–19, 17–21, 21–16)                                                                                           |
|                                             |                |                | |
| Porntip Buranaprasertsuk                    | enkelspel (v)  | kwartfinale    | groepsfase won van Chen Hsuan-yu (21–14, 21–15) won van Kate Foo Kune (21–7, 21–18) achtste finale won van Marija Oelitina (21–14, 21–16) kwartfinale verloor van Li Xuerui (12–21, 17–21) |
| Ratchanok Inthanon VO                       | enkelspel (v)  | achtste finale | groepsfase won van Kati Tolmoff (21–14, 21–13) won van Yip Pui Yin (21–18, 21–12) achtste finale verloor van Akane Yamaguchi (19–21, 16–21)                                                |
| Puttita Supajirakul Sapsiree Taerattanachai | dubbelspel (v) | groepsfase     | groepsfase verloren van Muskens – Piek (13–21, 20–22) verloren van Matsutomo – Takahashi (15–21, 15–21) wonnen van Gutta – Ponnappa (21–17, 21–15)                                         |
|                                             |                |                | |
| Bodin Issara Savitree Amitrapai             | dubbelspel (g) | groepsfase     | groepsfase verloren van Peng Soon – Liu Ying (13–21, 19–21) verloren van Ahmad – Natsir (11–21, 13–21) wonnen van Middleton – Choo (21–13, 21–18)                                          |

### Boksen
| Olympiër          | Discipline | Resultaat    | Prestatie |
| ----------------- | ---------- | ------------ | --- |
| Chatchai Butdee   | –56 kg (m) | tweede ronde | eerste ronde won van Qais Ashfaq (3–0) tweede ronde verloor van Vladimir Nikitin (1–2)                                                |
| Amnat Ruenroeng   | –60 kg (m) | eerste ronde | eerste ronde verloor van Ignacio Perrin (1–2)                                                                                         |
| Wuttichai Masuk   | –64 kg (m) | tweede ronde | tweede ronde verloor van Gary Russell (1–2)                                                                                           |
| Sailom Adi        | –69 kg (m) | kwartfinale  | eerste ronde won van Pavel Kastramin (2–1) tweede ronde won van Simeon Chamov (3–0) kwartfinale verloor van Souleymane Cissokho (0–3) |
|                   |            |              | |
| Peamwilai Laopeam | –51 kg (v) | kwartfinale  | kwartfinale verloor van Ingrit Valencia (0–3)                                                                                         |

### Boogschieten
| Olympiër          | Discipline      | Resultaat   | Prestatie |
| ----------------- | --------------- | ----------- | --- |
| Witthaya Thamwong | individueel (m) | derde ronde | plaatsingsronde: 655 punten (41e) eerste ronde won van Jantsangiin Gantögs (7–3) tweede ronde won van Wei Chun-heng (6–5) derde ronde verloor van Jean-Charles Valladont (0–6) |

### Gewichtheffen
| Olympiër             | Discipline | Resultaat | Prestatie                                                        |
| -------------------- | ---------- | --------- | ---------------------------------------------------------------- |
| Sinphet Kruaithong   | –56 kg (m) | Brons     | trekken: 132 kg (3e) stoten: 157 kg (3e) totaal: 289 kg (3e)     |
| Witoon Mingmoon      | –56 kg (m) | 9e        | trekken: 113 kg (11e) stoten: 148 kg (7e) totaal: 261 kg (9e)    |
| Tairat Bunsuk        | –69 kg (m) | 12e       | trekken: 137 kg (17e) stoten: 179 kg (8e) totaal: 316 kg (12e)   |
| Chatuphum Chinnawong | –77 kg (m) | 4e        | trekken: 165 kg (4e) stoten: 191 kg (6e) totaal: 356 kg (4e)     |
| Sarat Sumpradit      | –94 kg (m) | 4e        | trekken: 177 kg (3e) 213 kg (4e) totaal: 390 kg (4e)             |
|                      |            |           |                                                                  |
| Sopita Tanasan       | –48 kg (v) | Goud      | trekken: 92 kg (1e) stoten: 108 kg (1e) totaal: 200 kg (1e)      |
| Pimsiri Sirikaew     | –58 kg (v) | Zilver    | trekken: 102 kg (2e) stoten: 130 kg (2e) totaal: 232 (2e)        |
| Sukanya Srisurat     | –58 kg (v) | Goud      | trekken: 110 kg (OR, 1e) stoten: 130 kg (1e) totaal: 240 kg (1e) |
| Siripuch Gulnoi      | –63 kg (v) | 14e       | trekken: 108 kg (3e) stoten: 132 kg, DNF                         |

### Golf
| Olympiër             | Discipline | Resultaat | Prestatie                   |
| -------------------- | ---------- | --------- | --------------------------- |
| Kiradech Aphibarnrat | mannen     | 5e        | totaal: 276 punten (par –8) |
| Thongchai Jaidee     | mannen     | 15e       | totaal: 279 punten (par –5) |
|                      |            |           |                             |
| Ariya Jutanugarn     | vrouwen    | DNF       | DNF                         |
| Pornanong Phatlum    | vrouwen    | 25e       | totaal: 283 punten (par –1) |

### Judo
| Olympiër        | Discipline  | Resultaat    | Prestatie                                    |
| --------------- | ----------- | ------------ | -------------------------------------------- |
| Kunathip Yea-on | +100 kg (m) | eerste ronde | eerste ronde verloor van Daniel Natea: ippon |

### Roeien
| Olympiër            | Discipline | Resultaat | Prestatie                                                                                             |
| ------------------- | ---------- | --------- | --- |
| Jaruwat Saensuk     | skiff (m)  | 26e       | series: 7:25.06 (4e) herkansingen: 7:28.30 (4e) halve finale E/F: 7:54.38 (1e) finale E: 7:49.86 (2e) |
|                     |            |           | |
| Phuttharaksa Nikree | skiff (v)  | 27e       | series: 9:17:95 (3e) herkansingen: 8:07.92 (4e) halve finale E/F: 8:51.99 (3e) E-finale: 8:41.34 (3e) |

### Schietsport
| Olympiër              | Discipline              | Resultaat | Prestatie                                                 |
| --------------------- | ----------------------- | --------- | --------------------------------------------------------- |
| Napis Tortungpanich   | 10 m luchtgeweer (m)    | 41e       | kwalificaties: 617,4 punten (41e)                         |
| Napis Tortungpanich   | 50 m drie houdingen (m) | 37e       | kwalificaties: 1159 punten (37e)                          |
| Napis Tortungpanich   | 50 m liggend            | 29e       | kwalificaties: 620,9 punten (29e)                         |
| Attapon Uea-aree      | 50 m liggend            | 8e        | kwalificaties: 625,3 punten (7e) finale: 80,8 punten (8e) |
|                       |                         |           |                                                           |
| Pim-on Klaisuban      | 10 m luchtpistool (v)   | 39e       | kwalificaties: 373 punten (39e)                           |
| Pim-on Klaisuban      | 25 m pistool (v)        | 23e       | kwalificaties: 575 punten (23e)                           |
| Tanyaporn Prucksakorn | 10 m luchtpistool (v)   | 27e       | kwalificaties: 379 punten (27e)                           |
| Tanyaporn Prucksakorn | 25 m pistool (v)        | 32e       | kwalificaties: 568 punten (32e)                           |
| Sutiya Jiewchaloemmit | skeet (v)               | 10e       | kwalificaties: 68 punten (10e)                            |

### Taekwondo
| Olympiër               | Discipline | Resultaat  | Prestatie |
| ---------------------- | ---------- | ---------- | --- |
| Tawin Hanprab          | –58 kg (m) | Zilver     | eerste ronde won van Kim Tae-hun (12–10) kwartfinale won van Safwan Khalil (11–9) halve finale won van Luisito Pie (11–7) finale verloor van Zhao Shuai (4–6)         |
|                        |            |            | |
| Panipak Wongpattanakit | –49 kg (v) | Brons      | eerste ronde won van Maria Andrade (18–6) kwartfinale verloor van Kim So-hui (5–6) herkansing won van Julissa Diez (4–2) bronzen finale won van Itzel Manjaren (15–3) |
| Phannapa Harnsujin     | –57 kg (v) | herkansing | eerste ronde verloor van Eva Calvo (5–6) herkansing verloor van Kimia Alizadeh (10–14)                                                                                |

### Tafeltennis
| Olympiër                  | Discipline    | Resultaat    | Prestatie |
| ------------------------- | ------------- | ------------ | --- |
| Padasak Tanviriyavechakul | enkelspel (m) | tweede ronde | eerste ronde won van Soumyajit Ghosh (11–8, 11–6, 12–14, 11–6, 13–11) tweede ronde verloor van Panagiotis Gionis (7–11, 2–11, 5–11, 6–11)                                                            |
|                           |               |              | |
| Nanthana Komwong          | enkelspel (v) | derde ronde  | eerste ronde won van Dina Meshref (7–11, 13–11, 11–7, 11–4, 11–9) tweede ronde won van Yu Fu (14–16, 8–11, 12–10, 11–8, 7–11, 12–10, 11–8) derde ronde verloor van Han Ying (2–11, 4–11, 4–11, 3–11) |
| Suthasini Sawettabut      | enkelspel (v) | tweede ronde | eerste ronde won van Han Xing (11–9, 10–12, 7–11, 8–11, 11–6, 11–7, 11–9) tweede ronde verloor van Li Jiao (10–12, 8–11, 11–9, 7–11, 11–8, 5–11)                                                     |

### Tennis
| Olympiër                              | Discipline     | Resultaat    | Prestatie                                           |
| ------------------------------------- | -------------- | ------------ | --------------------------------------------------- |
| Sanchai Ratiwatana Sonchat Ratiwatana | dubbelspel (m) | eerste ronde | eerste ronde verloren van Melo – Soares (0–6, 61–7) |

### Wielersport
| Olympiër            | Discipline | Resultaat    | Prestatie                                                  |
| ------------------- | ---------- | ------------ | ---------------------------------------------------------- |
| Jutatip Maneephan   | weg (v)    | DNF          | DNF                                                        |
| Amanda Mildred Carr | BMX (v)    | halve finale | plaatsingsronde: 36.464 (13e) halve finale: 18 punten (6e) |

### Zeilen
| Olympiër                 | Discipline   | Resultaat | Prestatie                |
| ------------------------ | ------------ | --------- | ------------------------ |
| Natthaphong Phonoppharat | RS:X (m)     | 29e       | totaal: 287 punten (29e) |
| Keerati Bualong          | Laser        | 37e       | totaal: 287 punten (37e) |
|                          |              |           |                          |
| Siripon Kaewduangngam    | RS:X (v)     | 18e       | totaal: 166 punten (18e) |
| Kamolwan Chanyim         | Laser Radial | 32e       | totaal: 268 punten (32e) |

### Zwemmen
| Olympiër             | Discipline           | Resultaat | Prestatie             |
| -------------------- | -------------------- | --------- | --------------------- |
| Radomyos Matjiur     | 100 m schoolslag (m) | 37e       | series: 1:02.36 (37e) |
|                      |                      |           |                       |
| Natthanan Junkrajang | 100 m vrije slag (v) | 32e       | series: 56.24 (32e)   |